# Номерні знаки Канади
Код Канади для міжнародного руху ТЗ — (CDN).

Мапа вимог до монтування номерних знаків
Обидва знаки
Тільки задній знак

В Канаді номерні знаки (крім військових) видаються уповноваженими органами провінцій або територій.

## Регіональні номерні знаки
Кожна провінція або територія розробляють дизайн номерних знаків, карбують їх та видають їх за власними правилами. Лише в п'яти провінціях прийнято монтувати на автомобілі обидва номерні знаки, в інших п'яти провінціях та у двох територіях вважається достатнім монтування заднього номерного знаку.
Кожен регіон має власний формат кодування. Типи номерних знаків, що видаються на рівні регіонів є частково уніфікованими.
До основних типів можна віднести:
- Регулярні номерні знаки для приватних власників (порядкові та індивідуальні)
- Номерні знаки «Особливого інтересу» (порядкові та індивідуальні)
- Номерні знаки органів підпорядкування і врядування штату
- Дипломатичні та консульські номерні знаки.
- Номерні знаки для комерційних перевезень між штатами (APPORTIONED)

### Регіони
- Альберта
- Британська Колумбія
- Квебек
- Манітоба
- Нова Шотландія
- Нунавут
- Нью-Брансвік
- Ньюфаундленд і Лабрадор
- Онтаріо
- Острів Принца Едварда
- Північно-західні території
- Саскачеван
- Юкон